# چافجیر
چافجیر، نام محلی از توابع بخش مرکزی شهرستان رودسر در استان گیلان ایران است. محصول کشاورزی این منطقه برنج و درگذشته‌ای نه‌چندان دور کرم ابریشم نیز دومین محصول کشاورزی چافجیر بوده‌است. پس از کشاورزی شغل دوم بومیان قدیمی محله چافجیر صیادی بود که امروزه هنوز هم برخی ازاهالی پیرو اجداد خویش این شغل را ادامه می‌دهند. چافجیر در زمان فعالیت حزب توده یکی از مناطق مهم برای فعالیت این حزب بود به‌طوری که در یکی از شبکه‌های رادیویی روسیه نام چافجیر به‌عنوان یکی از مناطق فعال این حزب آورده شد. انسجام و همدلی مردمان این محله درشهرستان رودسر زبانزد و تعصب اهالی به محله‌شان بسیار زیاد است که همین امر سبب افتخار به پسوند چافجیری درشناسنامه شده‌است.

## جمعیت
این روستا در بخش مرکزی شهرستان رودسر قرار دارد و براساس سرشماری مرکز آمار ایران در سال ۱۳۸۵، جمعیت آن ۱٬۳۷۹ نفر (۴۰۷خانوار) بوده‌است.